# Karl Ertl
Karl Ertl (* 15. September 1909 in Eichhorn/Niederösterreich; † 6. September 1975 ebenda) war ein österreichischer Militär-Kapellmeister, Komponist und Musiklehrer.

Karl Ertl, Jugendbild

## Leben und Werk
Karl Ertl wurde am 15. September 1909 als viertes Kind von Maria und Laurenz Ertl in Eichhorn, Niederösterreich, geboren. Schon früh zeigte sich sein musikalisches Talent: Bei Herrn Oberlehrer Model lernte er in seinem Heimatort das Violinspiel, später setzte er seine musikalische Ausbildung in Zistersdorf fort, wo er bei Herrn Schramm das Posaunenspiel erlernte.
Bereits in jungen Jahren war Karl Ertl ein gefragter Musiker bei Kirchtagen und anderen Festlichkeiten. Seine Laufbahn wurde schließlich durch den Militärdienst geprägt. Viele Jahre war er Mitglied der Militärmusik der Infanterieregimente Nr. 5 (vormals 84er) und 248 in der Albrechtskaserne in Wien-Leopoldstadt.
Neben seiner Tätigkeit bei der Militärmusik absolvierte Karl Ertl eine sechsjährige Ausbildung am Wiener Konservatorium für Musik. Schon im Alter von 25 Jahren schrieb er seinen wohl bekanntesten Marsch, den "Oberst Roth Marsch", benannt nach seinem damaligen Regimentskommandanten Oberst Heinrich Roth.
Nach dem Zweiten Weltkrieg kehrte Karl Ertl aus gesundheitlichen und familiären Gründen in seinen Geburtsort Eichhorn zurück. Dort widmete er sich der Landwirtschaft und unterrichtete als Musiklehrer. Bis zu seinem Tod am 6. September 1975 blieb er seiner Heimat und der Musik eng verbunden.
Karl Ertl hinterließ mit seinem musikalischen Schaffen ein bleibendes kulturelles Erbe in seiner Region.

## Kompositionen
Zu seinen bekanntesten Kompositionen zählen:
- Großvater tanzt, Musikverein Stadt Zistersdorf
- Jagdfieber, Musikverein Stadt Zistersdorf
- Oberst Roth (Marsch), Musikverein Stadt Zistersdorf
- Stets bereit (Marsch)
- Flott dahin (Marsch)